# Burg Landin
Die Burg Landin ist der Burgstall einer Höhenburg nahe dem zur Gemeinde Kotzen gehörenden Dorf Landin. Das Bodendenkmal befindet sich auf dem 55 Meter hohen Teufelsberg oder Rhinsberg, einer eiszeitlichen Erhebung im Landkreis Havelland im Land Brandenburg. 

## Anlage

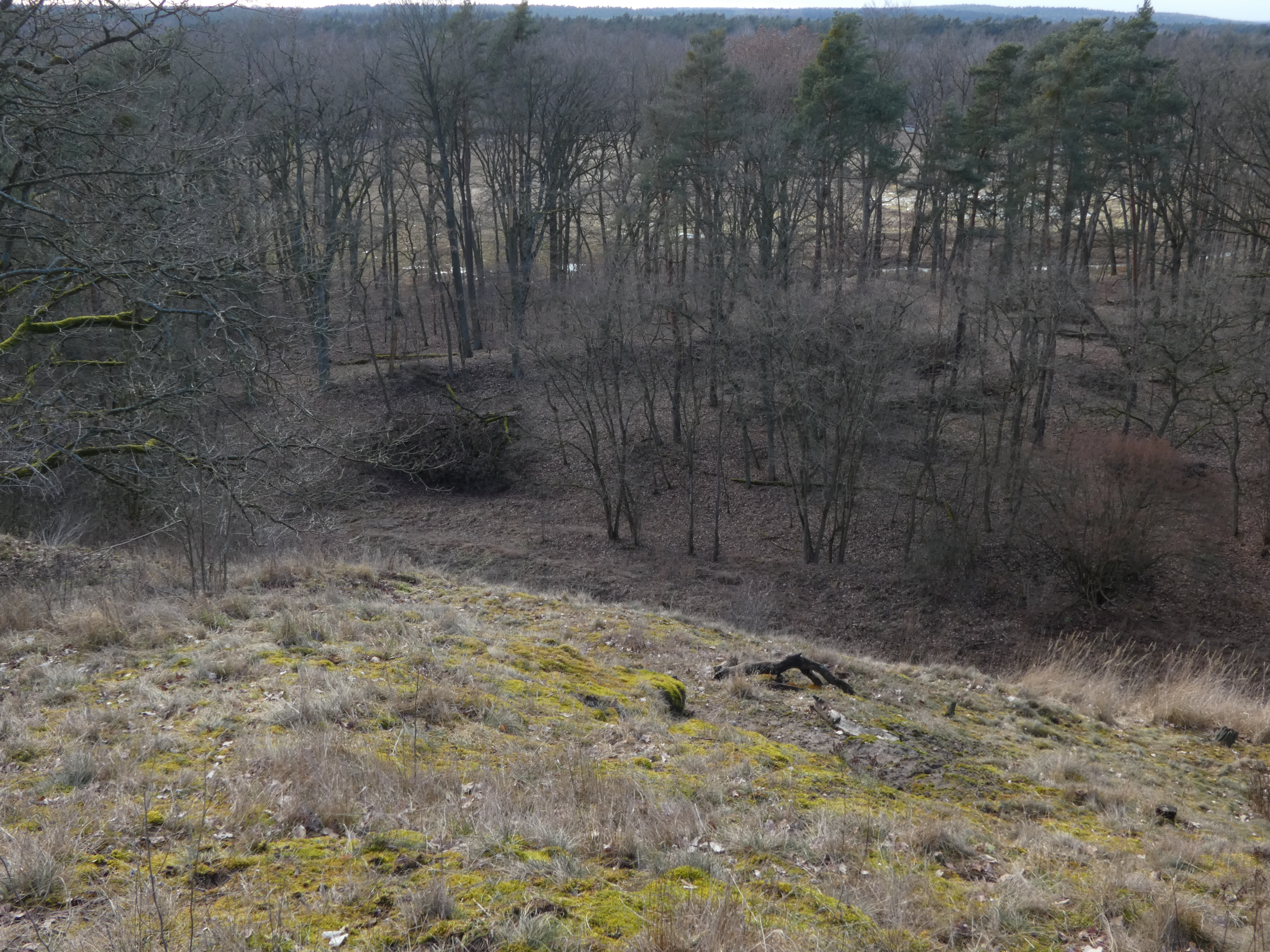
Unterhalb des Berges erkennbare Wälle

1899 untersuchte Alfred Götze den markanten, kegelförmigen Teufelsberg. In einem von ihm angelegten Suchschnitt fand sich eine Kulturschicht mit frühen deutschen Fragmenten von Gefäßen, Rollsteinen und Knochen von Tieren. Bei späteren archäologischen Untersuchungen fanden sich slawische Gräber im Gebiet und neolithische Besiedlungsspuren.
Im Mittelalter war die Burg auf dem Teufelsberg die einzige bekannte Höhenburg der Gegend. Für das Havelland waren statt Höhenburgen hölzerne Niederungsburgen, beispielsweise Sumpfburgen, typisch. Die Kuppe des Teufelsberges war planiert, die Hänge terrassiert und unterhalb befanden sich Gräben und Wälle zum Schutz. Es soll sich bei der Landiner Burg um eine Turmhügelburg gehandelt haben.
Die Archäologen Felix Biermann und Normen Posselt untersuchten das Bodendenkmal in den 2010er Jahren ebenfalls. Ihre Grabungen auf dem Plateau des Hügels zeigten das Bild einer in der zweiten Hälfte des 12. Jahrhunderts stark besiedelten Gipfelburg, die vollständig aus Holz errichtet worden war. Zentral befand sich der Bergfried. Die Burg soll in ihrer Baukonstruktion solchen aus dem Harzer Vorland ähneln, welches unter Herrschaft der Askanier stand. Die Burg wird entsprechend als nördliche Sicherung der in jener Zeit unter askanischer Herrschaft stehenden Mark Brandenburg verstanden. Der erste Markgraf von Brandenburg Albrecht der Bär zog im Wendenkreuzzug mit Heinrich dem Löwen gegen die nördlich siedelnden Obotriten und Lutizen.

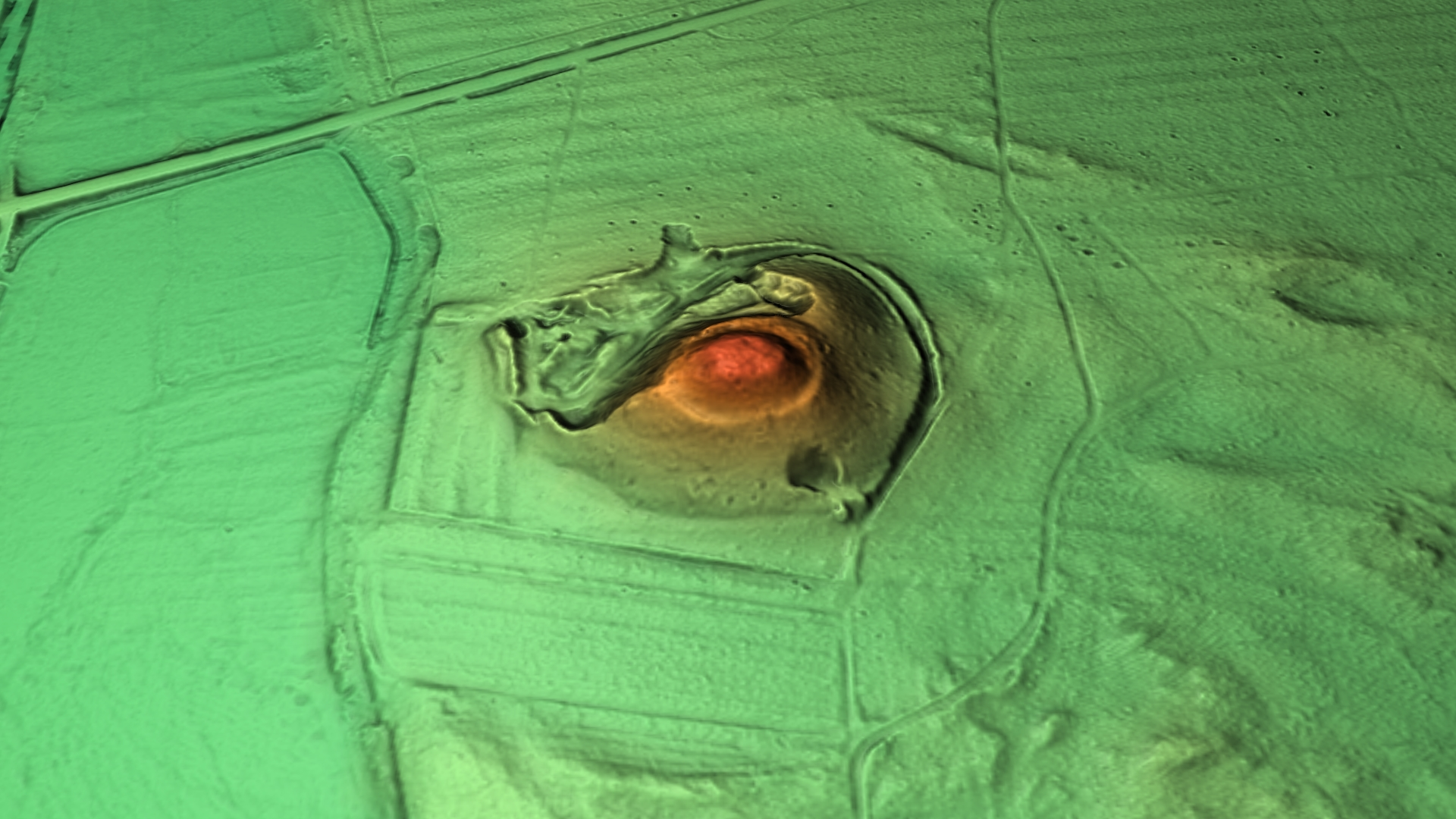
3D-Ansicht des digitalen Geländemodells

Die Burg Landin ist unter der Nummer 50155 als „Burgwall deutsches Mittelalter, Siedlung Neolithikum, Gräberfeld slawisches Mittelalter, Kultstätte slawisches Mittelalter“ als Bodendenkmal ausgewiesen.